# Синъань (Хэган)
Синъа́нь (кит. упр. 兴安, пиньинь Xìng'ān) — район городского подчинения городского округа Хэган провинции Хэйлунцзян (КНР). Название района происходит от шахты Синъань.

## История
В августе 1952 года на западном берегу реки Сяохэли была заложена шахта Синъань. Вокруг неё начал расти рабочий посёлок, и уже в 1954 году был образован уличный комитет Синъань. В 1960 году был официально образован район Синъань. В 1966 году он был переименован в «Красное знамя» (红旗区), но в 1980 году району было возвращено прежнее название.

## Административное деление
Район Синъань делится на 5 уличных комитетов (в городе Хэган).
| № | Название   | Название (кит.)  | Статус          | Население чел. (2010) | На карте                         |
| - | ---------- | ---------------- | --------------- | --------------------- | -------------------------------- |
| 1 | Цзюньдэлу  | 峻德路街道办事处 | уличный комитет | 23521                 | 47°14′47″ с. ш. 130°13′45″ в. д. |
| 2 | Синьганьлу | 兴安路街道办事处 | уличный комитет | 23274                 | 47°14′47″ с. ш. 130°13′45″ в. д. |
| 3 | Синцзяньлу | 兴建路街道办事处 | уличный комитет | 14360                 | 47°14′47″ с. ш. 130°13′45″ в. д. |
| 4 | Синчанлу   | 兴长路街道办事处 | уличный комитет | 10270                 | 47°14′47″ с. ш. 130°13′45″ в. д. |
| 5 | Хэдунлу    | 河东路街道办事处 | уличный комитет | 2971                  | 47°14′47″ с. ш. 130°13′45″ в. д. |

## Соседние административные единицы
Район Синъань на севере граничит с районами Гуннун и Наньшань, с остальных сторон окружён районом Дуншань.